# Trollfest
Trollfest (ibland skrivet TrollfesT) är ett norskt folkmetalband. Bandet släppte sitt första fullängdsalbum, Willkommen Folk tell Drekka Fest!, genom det tyska skivbolaget Solistitium den 15 mars 2005. Trollfests texter handlar vanligen om troll och öl och är skrivna på det påhittade språket "trollspråk" som är en blandning av norska och tyska, helt utan grammatik. En översättning av albumets titel blir "Välkomna Till Dryckesfesten Gott Folk!". Trollfest tillhör genren folk metal och blandar rå metal med klassisk folkmusik och humoristiska texter. Sedan 2011 är bandets skivbolag NoiseArt Records. Bandet gav ut sitt sjunde album, Helluva, 2017.

## Biografi
Bandet bildades i Oslo när en grupp musiker tröttnade på urvalet av partymusik som fanns tillgänglig och beslöt sig för att göra sin egen musik. En hemsida och sex låtar senare upptäcktes bandets potential och speciella egna sound av ett tyskt skivbolag som då hette Solistium. Bolaget hörde av sig till bandet som skrev på ett avtal med skivbolaget och började skriva nytt material. Den 15 mars 2005 släppte bandet sitt första fullängdsalbum som fick titeln Willkommen Folk tell Drekka Fest!. Medlemmarna i Trollfest har genom åren inkluderat musiker från en blandning av band såsom Urgehal, Pantheon I, Untime, Melch, Hallucinations, Powersword och Sarkom.
Trollfests andra album, Brakebein, släpptes via skivbolaget Omvina den 24 maj 2006. Albumet, som berättar historien om trollet Brakebein, släpptes i två versioner, en version där Brakebeins äventyr fanns illustrerade i form av en tecknad serie, samt en version som inkluderade texterna till låtarna.
Under de första åren spelade Trollfest aldrig live, men de två albumen bidrog till att festivalarrangörer började visa intresse för bandet. Bandets första liveframträdande skedde år 2007 när de var med som ett av huvudbanden i den nionde upplagan av metalfestivalen Barther Metal Open Air i Tyskland. Trollfest fortsatte sedan att spela och agera huvudakt på olika festivaler runtom i Europa, inkluderat Ragnarökfestivalen och metalfestivalen Riedfest.
I januari 2009 släpptes Trollfests tredje studioalbum Villanden genom skivbolaget Twilight Vertrieb. På detta album blandade bandet folkmusik från Balkan med black metal. En beskrivning av detta sound som har använts av bandet själva är "True Norwegian Balkan Metal".
År 2011 skrev Trollfest på ett avtal med NoiseArt Records för släppet av deras fjärde album En Kvest for Den Hellige Gral som släpptes i april 2011.
I augusti 2012 släppte bandet sitt femte album, Brumlebassen. Den 28 mars 2014 släppte de sitt sjätte album som har titeln Kaptein Kaos. Bandets sjunde studioalbum, Helluva, släpptes 2017 och det åttonde studioalbumet, Norwegian Fairytales kom 2019.

## Medlemmar
Nuvarande medlemmar

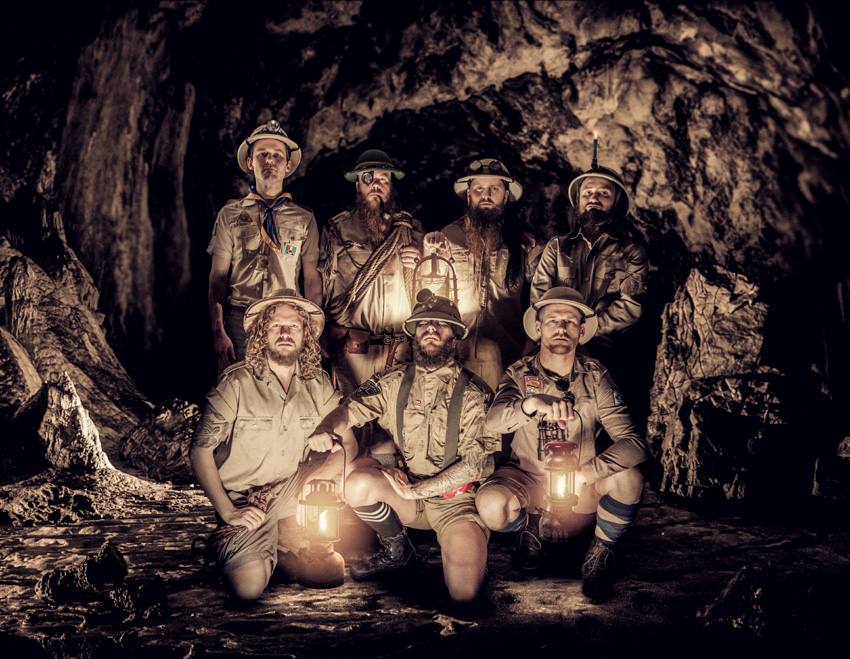
TrollfesT 2018

- TrollBANK (tidigare Trollbank) (Eirik Renton) – trummor (2004– )
- Mr. Seidel (Jon Espen Sagstad) – gitarr (2004– )
- Trollmannen (Jostein Austvik) – sång (2004– )
- Drekka Dag (Dag Stiberg) – saxofon (2011– )
- Lodd Bolt (Øyvind Bolt Strönen Johannesen) – basgitarr (2012– )
- Fjernkontrollet (Kai Renton) – dragspel, synthesizer (2017– )

Tidigare medlemmar
- Psychotroll (Martin Storm-Olsen) – basgitarr (2003–2012)
- Manskow (Øyvind Manskow) – dragspel, banjo (2009–2015)
- Per Spelemann – gitarr (2009–2012)
- Dr. Leif Kjønnsfleis (Morten Müller) – gitarr, sång (2011–2018)
- St. Beinhard (Tor Einar Rogn) – gitarr (2012)

Turnerande medlemmar
- Bok'n'Brusetruse (Jon Eirk Bokn) – percussion (2015– )
- Dr. Leif Kjønnsfleis (Morten Müller) – gitarr (2018– )
- Sareeta (Ingvil Anette Strønen Kaare) – fiol (2014)
- Bjørn Dugstad Rønnow – trummor (2014)
- Martin Berger – basgitarr (2014)

Bidragande musiker (studio)
- Mariangela Demurtas – sång (2012)
- Mathias Lillmåns – sång (2012)
- Tero Hyväluoma – violin (2014)
- Fjernkontrollet (Kai Renton) – piano, orgel (2014)
- Kristiane Amb – tuba (2014)
- Karoline Amb – klarinett (2014)
- Birgitte Christine Glette – trumpet (2014)
- Jon Bjørnar Sandve – sång (2014)
- Ariadna Font – viola (2014)
- Daniel D'Louhy – piano (2014)
- Narrenschiff (Bjørn Holter) – sång (2014)

## Diskografi
Demo
- Promo – 2004

Studioalbum
- Willkommen Folk tell Drekka Fest! – 2005
- Brakebein – 2006
- Villanden – 2008
- En Kvest for Den Hellige Gral – 2011
- Brumlebassen – 2012
- Kaptein Kaos – 2014
- Helluva – 2017
- Norwegian Fairytales – 2019

Livealbum
- Live at Alrosa Villa – 2015

EP
- Uraltes Elemente – 2009
- God Jul alle sammen – 2014[3]

Singlar
- "Ave Maria" – 2014
- "Steel Sarah" – 2016
- "Fräulein Helluva" – 2017
- "Espen bin Askeladden" – 2018
- "Kjettaren mot strømmen" – 2018

Samlingsalbum
- A Decade of Drekkadence – 2013

Annat
- "Øl Øl" – 2019 (samarbete: Korpiklaani / Trollfest)